# アルファロメオ・183T
アルファロメオ・183T(Alfa Romeo 183T)は、アルファロメオが開発したフォーミュラ1カー。マールボロ チーム・アルファロメオが1983年に使用した。デザイナーはジェラール・ドゥカルージュとマリオ・トレンティーノ。新たに設計されたフラットボトム車両で、1983年ブラジルグランプリでデビューした。メインスポンサーのマールボロのイメージである白と赤のカラーリングに塗られた。

## 概要
前作までのアルファロメオ製F1とは異なり、183Tはオートデルタによる設計では無かった。ユーロレーシングのチーフデザイナー、ジェラール・ドゥカルージュによる設計であった。ユーロレーシングはアルファロメオ製エンジンを搭載したフォーミュラ3で成功を収めていた。また、同年からオートデルタのコンサルタント、ルイジ・マルミローリがアルファロメオ・ユーロレーシングの技術責任者になり、183Tの改良に携わった。
183Tはアルファロメオ・890TV81.5リッターターボエンジンを搭載し、ミシュランタイヤを装着した。基本的に182の改良型であり、自然吸気エンジンに代えてV8ターボエンジンを搭載した物であった。ドライバーはアンドレア・デ・チェザリスとマウロ・バルディのイタリアン・コンビで参戦した。
183Tはシーズンで18ポイントを獲得した。デ・チェザリスは2位表彰台を2度獲得し、中でもベルギーでは予選3番手からスタートでトップに立つと、ルノーのアラン・プロストを押さえてそのままトップを快走しファステストラップを記録した。しかし40周レースの27周目にインジェクションのトラブルでコース脇にマシン止め、トップ走行中にリタイアした。このレースはデ・チェザリスが「最も勝利に近づいたレース」と言われ、彼のキャリアベストレースとも言われる。
翌1984年にチームは183Tに代えてアルファロメオ・184Tを投入した。

## F1における全成績
(key) （太字はポールポジション）
| 年     | チーム                            | エンジン                   | タイヤ | No. | ドライバー     | 1   | 2   | 3   | 4   | 5   | 6   | 7   | 8   | 9   | 10  | 11  | 12  | 13  | 14  | 15  | ポイント | 順位 |
| ------ | --------------------------------- | -------------------------- | ------ | --- | -------------- | --- | --- | --- | --- | --- | --- | --- | --- | --- | --- | --- | --- | --- | --- | --- | -------- | ---- |
| 1983年 | マールボロ チーム・アルファロメオ | アルファロメオ 890T V8 t/c | M      |     |                | BRA | USW | FRA | SMR | MON | BEL | DET | CAN | GBR | GER | AUT | NED | ITA | EUR | RSA | 18       | 6位  |
| 1983年 | マールボロ チーム・アルファロメオ | アルファロメオ 890T V8 t/c | M      | 22  | デ・チェザリス | DSQ | Ret | 12  | Ret | Ret | Ret | Ret | Ret | 8   | 2   | Ret | Ret | Ret | 4   | 2   | 18       | 6位  |
| 1983年 | マールボロ チーム・アルファロメオ | アルファロメオ 890T V8 t/c | M      | 23  | バルディ       | Ret | Ret | Ret | Ret | 6   | Ret | 12  | 10  | 7   | Ret | Ret | 5   | Ret | Ret | Ret | 18       | 6位  |

## 参照
1. ↑  “STATS F1 - Alfa Romeo 183T”.   Statsf1.com. 2010年8月23日閲覧。
2. ↑  “Alfa Romeo”. gaffersports.com. 2008年1月9日閲覧。
3. ↑  “EuroBrun”. f1rejects.com. 2007年4月26日閲覧。
4. ↑  “CONSTRUCTORS: ALFA ROMEO”. grandprix.com. 2007年4月26日閲覧。
5. ↑  “Alfa Romeo 183T”. gpracing.net192.com. 2007年4月26日閲覧。
6. ↑  1983 Belgian Grand Prix report Motorsport.com